# Castillo de Grinzane Cavour
El Castillo de Grinzane Cavour (en italiano: Castello di Grinzane Cavour) es un antiguo castillo situado en el pueblo piamontés de Grinzane Cavour en el norte de Italia.

## Historia
La construcción del núcleo del castillo se remonta probablemente al final del siglo XIII o al principio del siglo XIV. Es famoso por haber sido propiedad de Camillo Benso, conde de Cavour, político e importante actor de la Unificación italiana.
Desde 2014 es Patrimonio de la Humanidad de la Unesco en cuanto parte del conjunto del Paisaje vitícola del Piamonte: Langhe-Roero y Monferrato.